# رواية رومانسية

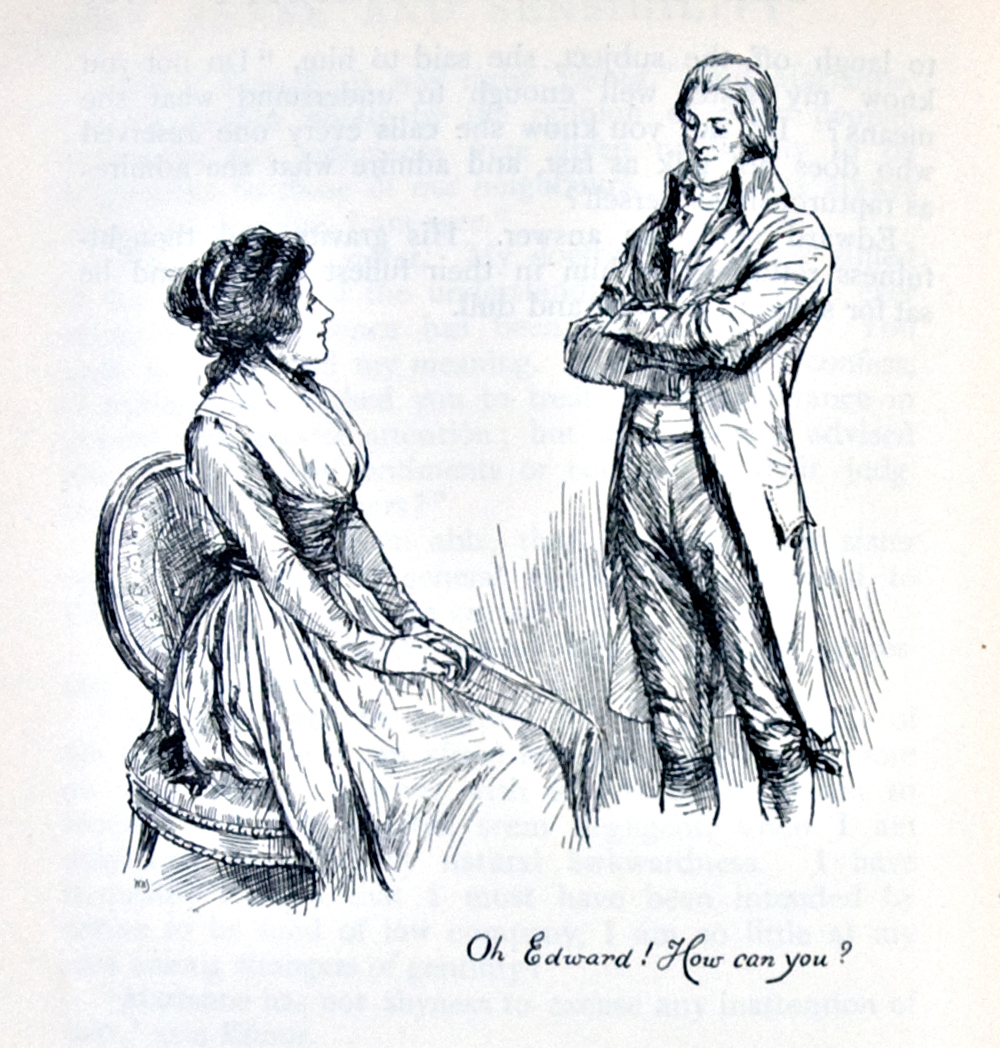

رواية رومانسية هي المرآة التي تعكس الشكل المثالي للحياة كما أنها تحتوي على الخيال العلمي والمستقبل أو تتحدث عن الفضاء الخارجي أو الكواكب. ولها تعريفات عدة مثل كونها الرواية مثل (سماح و أكرم) التي تدور أحداثها حول قصة حب طويلة، وهذا النوع من الروايات هو الأوسع انتشارًا في هذا العصر من جميع الروايات الباقية فهو يحتل المرتبة الأولى في الانتشار وهو الأكثر إقبالاً من بين جميع الروايات. وهذه الروايات متوافرة على شكل كتب أو حتى في الإنترنت والأكثر إقبالاً هي الروايات الرومانسية التي تنشر عبر الإنترنت وأكثرها موجود باللهجة العامية. وهذا النوع من الروايات بدأ بالتدهور كثيراً في الوقت الحالي لندرة العارفين بتقنياتها الروائية.